# She Bangs
«She Bangs» (рус. Она заводит) — песня, исполненная Рики Мартином с альбома 2000 года Sound Loaded. Быстроритмичная, навеянная сальсой, песня с двойным смыслом о влюблённости певца по отношению к женщине. Посредством неё у Рики Мартина продолжился всемирный успех.
Соавтором песни стал Дезмонд Чайлд, который до этого написал с Рики Мартином "Livin' la Vida Loca", а также несколько хитов для Bon Jovi и других рок-артистов 80-х и 90-х. Другим соавтором Мартина стал бывший участник «Менудо» Драко Роза. Продюсером песни стал Роза и Уолтер Афанасьефф, последний был одним из авторов; Афанасьефф  выиграл в предыдущие годы «Грэмми» за создание "My Heart Will Go On" для Селин Дион.
Sound Loaded был следующим синглом со всемирно успешного альбома 1999 г. Ricky Martin, а "She Bangs" был выпущен на радио следом за альбомом первым синглом. К 2000 г. главные чарты Billboard Hot 100 и Hot Latin Songs разбились на разнообразные подчарты, и песня стала хитом в нескольких из них, впервые войдя в Hot 100 и другие чарты 7 октября 2000 г., ноябре, декабре и январе.

## Клип
Клип был снят в середине августа режиссёром  Уэйном Айшемом. В третьем сезоне MTV Making the Video, закадровом документальном шоу с видео со съемочной площадки и в студии о создании клипов артистов. Он вышел в эфир в сентябре 2000 г. и стал хитом MTV, получив высокую ротацию на канале. В нём снялся танцор Ченнинг Татум.

## Появление в чарте
Песня достигла двенадцатую позицию в чарте Billboard Hot 100, в то время, как испаноязычная версия держалась на первой строке в Hot Latin Songs одну неделю. Песня возглавляла чарт Tropical Songs пять недель. Песня также достигла второй строки в чарте Latin Pop Songs и восьмой в Hot 100 Airplay и Pop Songs. "She Bangsпопала на двадцать-четвертую строку в Adult Pop Songs и сороковую в Rhythmic Top 40. В декабре ремиксы впервые попали в чарт Hot Dance Club Songs, окончательно достигнув пика на двадцать-седьмой строке в январе 2001. Хотя песня вышла задолго до цифровыми копиями в США. Песня также достигла пика на второй строке в Канаде.
В Великобритании "She Bangs" стала второй самой популярной песней Мартина, достигнув пика на третьей позиции. В Австралии песня дебютировала на третьей строке и оставалась в топ-10 шесть недель подряд. Песня также попала в топ-5 в Испании, Новой Зеландии, Финляндии и Норвегии и возглавила чарты Швеции и Италии. Сингл был сертифицирован Золотым в Швеции и серебряным в Великобритании.

## Награды
"She Bangs" был номинирован в категории «Лучшее Мужское Поп Вокальное Исполнение» на 43-й церемонии «Грэмми». Испаноязычная версия клипа выиграла в категории «Лучшее Короткое Музыкальное Видео» и Ло Нуэстро в категории «Видео Года». "She Bangs" также выиграла International Dance Music Award за «Лучший Латиноамериканский 12-дюймовый Сингл».

## Форматы и трек-листы
Australian CD maxi-single
1. "She Bangs" (English Edit) – 4:02
2. "She Bangs" (Obadam's English Radio Edit) – 3:59
3. "Por Arriba, Por Abajo" – 3:07
4. "Amor" – 3:27
5. "She Bangs" (Obadam's Afro-Bang English Mix) – 7:28

European CD single
1. "She Bangs" (English Radio Edit) – 4:02
2. "She Bangs" (Obadam's English Radio Edit) – 3:59

European CD maxi-single/UK CD maxi-single #1
1. "She Bangs" (English Radio Edit) – 4:02
2. "She Bangs" (Obadam's English Radio Edit) – 3:59
3. "María" (Spanglish Radio Edit) – 4:30
4. "She Bangs" (Video)

UK CD maxi-single #2
1. "She Bangs" (English Edit) – 4:01
2. "Amor" – 3:27
3. "She Bangs" (Obadam's Afro-Bang Mix) (Spanish) – 7:28

## Чарты и сертификации
| Чарт (2000)                       | Наивысшая позиция |
| --------------------------------- | ----------------- |
| Australian Singles Chart          | 3                 |
| Austrian Singles Chart            | 28                |
| Belgian Flanders Singles Chart    | 21                |
| Belgian Wallonia Singles Chart    | 20                |
| Canadian Singles Chart            | 2                 |
| Danish Singles Chart              | 13                |
| Dutch Singles Chart               | 20                |
| Finnish Singles Chart             | 3                 |
| Finnish Top 50 Hits               | 1                 |
| Finnish Airplay Chart             | 1                 |
| French Singles Chart              | 36                |
| German Singles Chart              | 34                |
| Irish Singles Chart               | 8                 |
| Italian Singles Chart             | 1                 |
| Japanese Oricon Singles Chart     | 58                |
| New Zealand Singles Chart         | 2                 |
| Norwegian Singles Chart           | 4                 |
| Испания (PROMUSICAE)              | 2                 |
| Swedish Singles Chart             | 1                 |
| Swiss Singles Chart               | 7                 |
| UK Singles Chart                  | 3                 |
| US Billboard Hot 100              | 12                |
| US Billboard Adult Pop Songs      | 24                |
| US Billboard Hot Dance Club Songs | 27                |
| US Billboard Hot Latin Songs      | 1                 |
| US Billboard Latin Pop Songs      | 2                 |
| US Billboard Tropical Songs       | 1                 |
| US Billboard Pop Songs            | 8                 |
| US Billboard Rhythmic Top 40      | 30                |

| Чарт (2000)               | Позиция |
| ------------------------- | ------- |
| Australian Singles Chart  | 19      |
| New Zealand Singles Chart | 50      |
| Swedish Singles Chart     | 39      |
| Swiss Singles Chart       | 82      |

| Страна         | Сертификация |
| -------------- | ------------ |
| Австралия      | Платина      |
| Швеция         | Золото       |
| Великобритания | Серебро      |